# Brewarrina

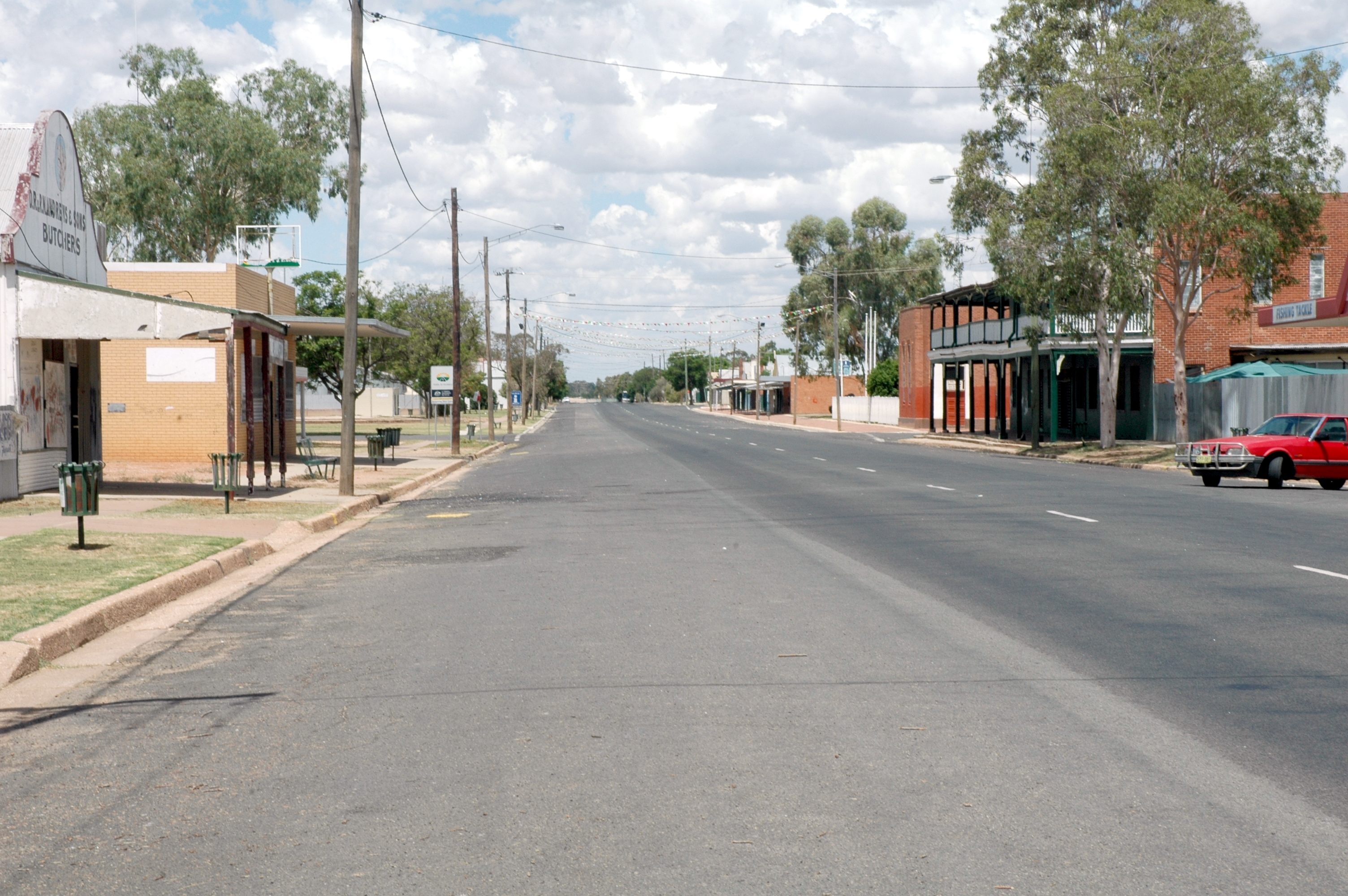

Brewarrina är en liten ort i New South Wales, Australien, vid Barwon och Darling Rivers flodbankar. Orten ligger 808 km från Sydney, 98 km öster om Bourke och väster om Walgett. År 2011 hade orten 923 invånare, enligt den australiska folkräkningen.

## Tåg
År 1901 öppnade en tågsträcka till Brewarrina från Byrock som lades ner 1974.